# Tetragnatha oomua
Tetragnatha oomua là một loài nhện trong họ Tetragnathidae.
Loài này thuộc chi Tetragnatha. Tetragnatha oomua được miêu tả năm 2003 bởi Gillespie.